# Grand-Place de Courtrai
Pour les articles homonymes, voir Grand-Place (homonymie).
La Grand-Place (en néerlandais : Grote Markt) est la place centrale de la ville belge de Courtrai (province de Flandre-Occidentale).
La place a été créée en 1899, suivant la démolition de l'ancienne halle aux Draps, qui se situait autour du beffroi, par lequel les petites places Pottenmarkt (« marché des Pots »), Kledermarkt (« marché des Vêtements »), Fruitmarkt (« marche du Fruit »), Eiermarkt (« marché de l’œuf ») et Zuivelmarkt (« marché des Produits-Laitiers ») ont fusionné en Grand-Place de Courtrai.
La place a été rénovée entre 1999 et 2000 d'après les plans des architectes italiens Bernardo Secchi (it) et Paola Viganò. Depuis lors, elle est devenue majoritairement une place piétonne.
Grâce à son emplacement sur la traversée de certaines sites célèbres et touristiques de Courtrai, la Grand-Place est une des places la plus fréquentées de la ville.

## Histoire
Au XVIe siècle, la partie entre la petite halle aux draps et l'église Saint-Martin se nommait l'Oude Marct, de l'ancien néerlandais qui signifie « vieux marché ». Vers 1900, une statue de l'abbé Désiré De Haerne se trouvait sur la Grand-Place. Cette statue a été déplacée vers la place du Casino et plus tard vers l'avenue De Haerne dans le quartier de la Gare-Sud (Stationswijk-Zuid).
De 1893 à 1957, les tramways de Courtrai passaient par la Grand-Place. À la fin des années 1950, les trams courtraisiens ont été remplacés par des bus.

## Lieux d'intérêt
Sur la Grand-Place se situent l'hôtel de ville, le beffroi, le monument pour les morts de la Première Guerre mondiale et plusieurs bâtiments historiques comme le palais de ville Den Roeland (nl). Aujourd'hui, il s'y trouve également de nombreux restaurants, hôtels et cafés avec leurs terrasses.

## Événements
La Grand-Place est souvent utilisé pour des événements culturels, comme c'est le cas pour les autres grandes places de Courtrai, comme la place du Théâtre (Schouwburgplein) et le marché du Bétail (Veemarkt).
Chaque année, les événements qui sont organisés sur la place comprennent :
- La fête foraine de Pâques (Paasfoor)
- Les fêtes de Pentecôte (Sinksenfeesten)
- Le carnaval d'été
- La Vlastreffen

Chaque lundi matin, les marchés se tiennent sur la Grand-Place.

## Galerie de la place

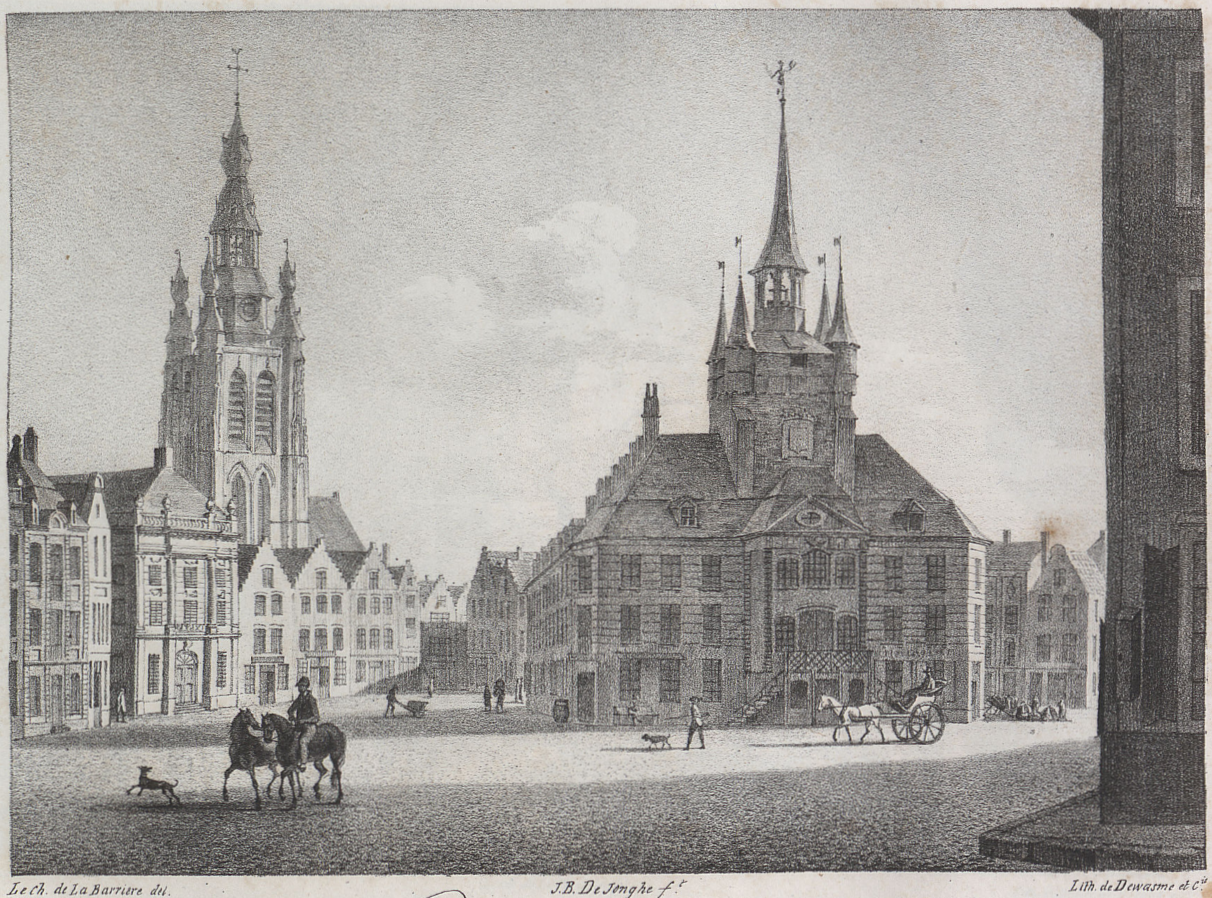
La Grand-Place de Courtrai selon une lithographie de Prosper de la Barrière (1823).
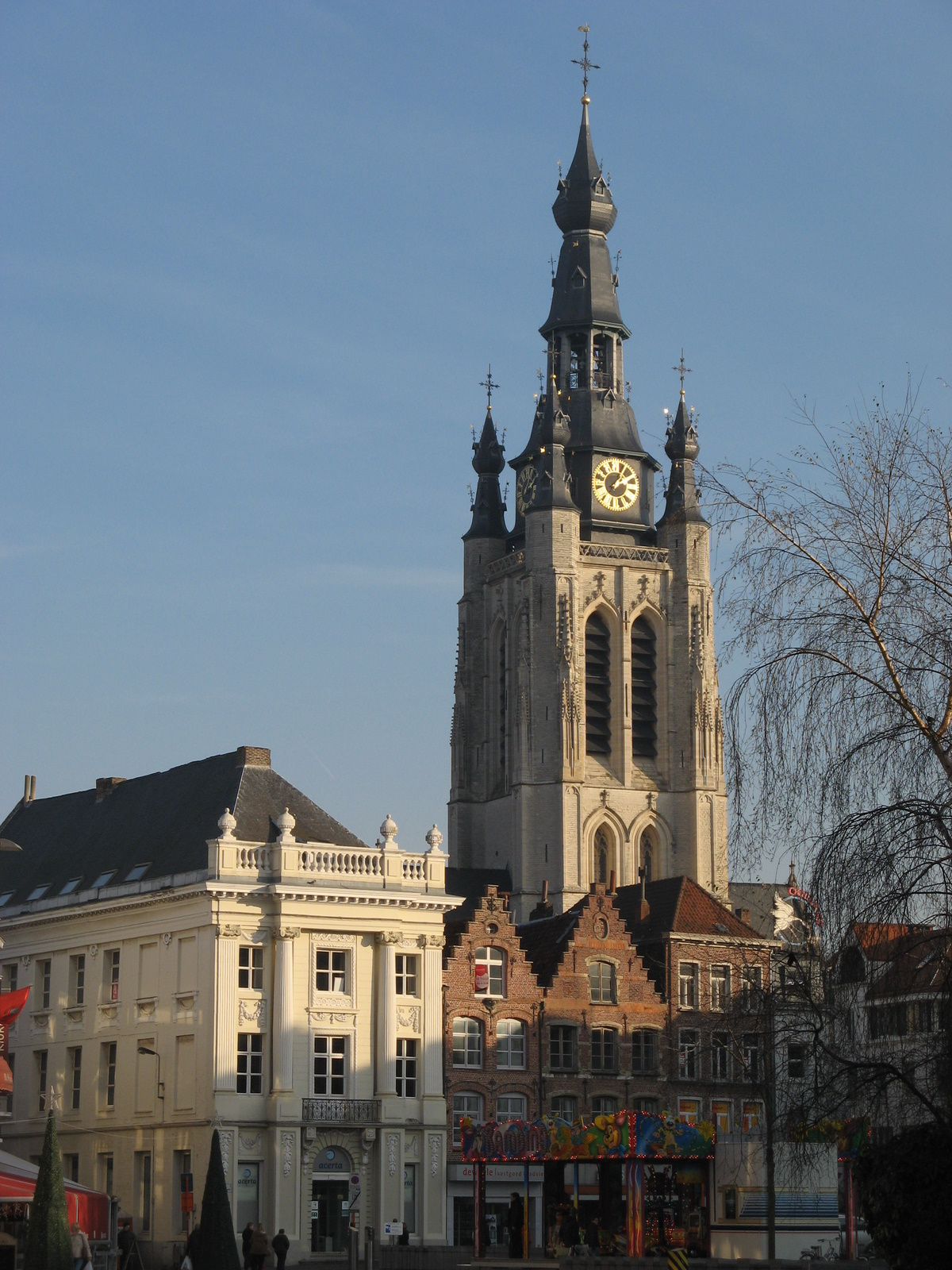
L'église Saint-Martin vue de la Grand-Place
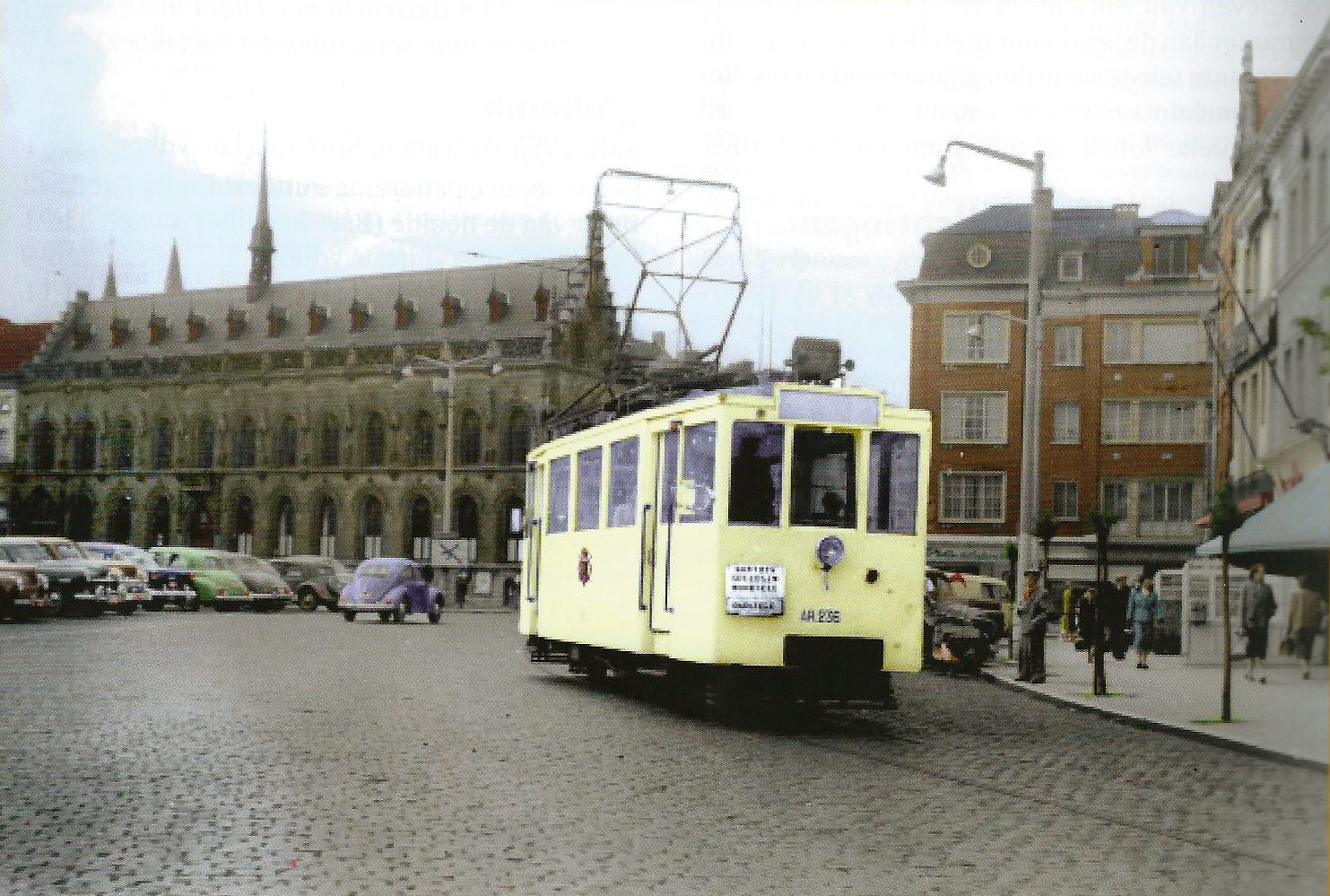
L'ancien tramway en mai 1955 qui traversait la place